# Jorge Méndez Limbrick
Para el poeta y cantautor argentino ver Jorge Méndez
Jorge Méndez Limbrick (San José, 6 de noviembre de 1954) es un abogado y escritor costarricense de novela negra y policial, ganador del Premio Editorial Costa Rica y del certamen UNA Palabra de la Universidad Nacional. Obtuvo en el año 2010 el Premio Nacional Aquileo J Echeverría en novela.

Se graduó de Licenciado en Derecho de la Universidad de Costa Rica.
Fue colaborador de las antologías Para no cansarlos con el cuento (1989, Editorial Universidad de Costa Rica) y La gruta y el arcoiris (2008, Editorial Costa Rica). 
En 2010 publicó El laberinto del verdugo, secuela de Mariposas negras para un asesino, que forma parte de una trilogía cuya última obra está en producción.

## Obras
- Noche sonámbula (1998, UNED)
- Mariposas negras para un asesino (2005, Editorial UNA)
- El laberinto del verdugo (2010, Editorial Costa Rica)
- Principios Nocturnos(2021, Editorial EUNED)
- El Hacedor de Sombras. Bola negra (2022, Editorial Costa Rica)

## Premios y reconocimientos
- Premio Nacional de narrativa Alberto Cañas 2020.
- Premio Nacional de novela Aquileo J Echeverría 2010.
- Premio Editorial Costa Rica 2009 por El laberinto del verdugo.[2]
- Primer lugar del certamen UNA Palabra 2004 por Mariposas negras para un asesino.